# Сепеда (Саламанка)
Сепеда (ісп. Cepeda) — муніципалітет в Іспанії, у складі автономної спільноти Кастилія-і-Леон, у провінції Саламанка. Населення — 401 особа (2010).
Муніципалітет розташований на відстані близько 200 км на захід від Мадрида, 65 км на південний захід від Саламанки.

## Демографія
Динаміка населення (INE ):

## Зовнішні посилання
- Провінційна рада Саламанки: індекс муніципалітетів
- Посилання на Google Maps